# NGC 3201
NGC 3201 (també conegut com a Caldwell 79) és un cúmul globular a la constel·lació de Vela. Té una baixa concentració d'estrelles al centre. Va ser descobert per James Dunop el 28 de maig de 1826 i el va llistar en el seu catàleg el 1827. El va descriure com "una nebulosa força gran i brillant, de 4' o 5' de diàmetre, concentrant-se gradualment cap al centre, fàcilment visibles les estrelles; la forma és força irregular, i les estrelles estan força repartides a la part sud".
La velocitat radial d'aquest cúmul és força alta, de 490 km/s, més elevada que qualsevol altre clúster conegut. Això correspon a una velocitat peculiar de 240 km/s. Tot i ser tant alta, és inferior a la velocitat d'escapament de la Via Làctia. Està a una distància de 16,300 anys llum del Sol i s'estima que conté uns 254,000 cops la massa del Sol. L'edat del clúster és d'uns 10,24 mil milions d'anys.
La població estel·lar del clúster es poc homogeni, variant amb la distància del nucli. La temperatura efectiva de les estrelles incrementa amb la distància, les més vermelles i fredes tendeixen a estar properes al nucli. A 2010, és un dels dos únics clústers (incloent Messier 4) que mostra una població no-homogènia.

## Galeria

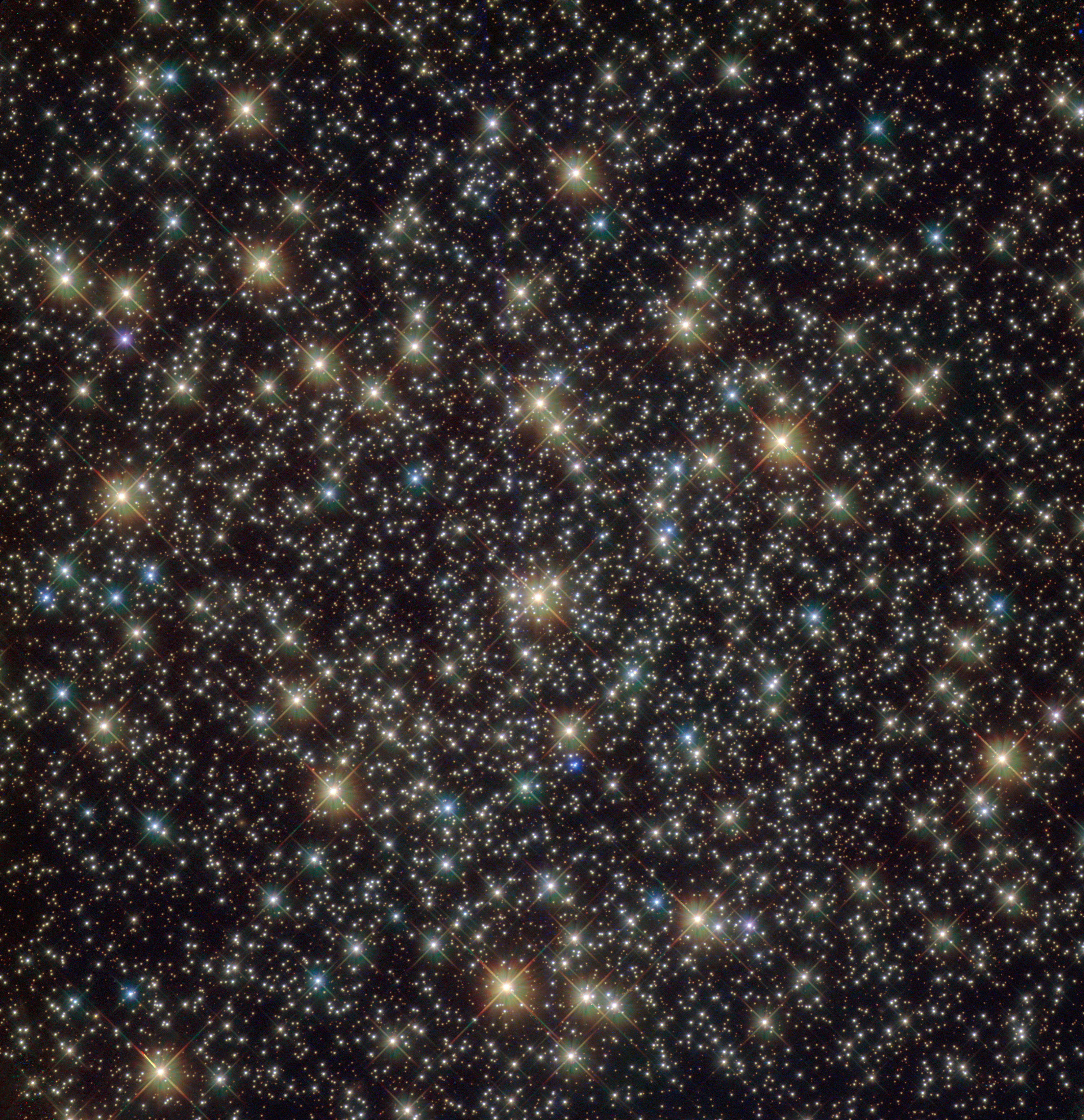
Es va descobrir un forat negre al nucli de NGC 3201.
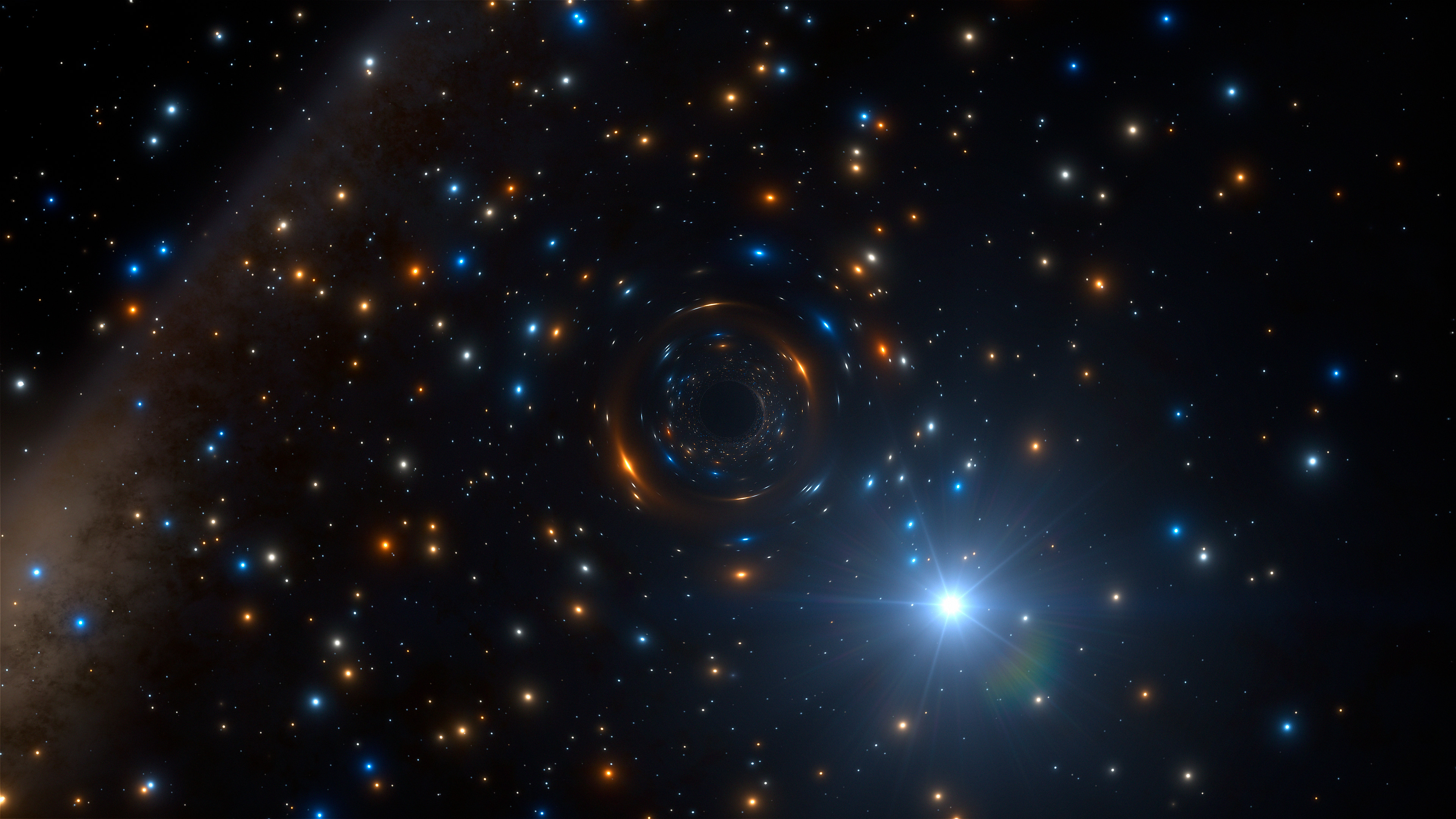
Impressió artística del forat negre a NGC 3201.